# Puesto del Marqués

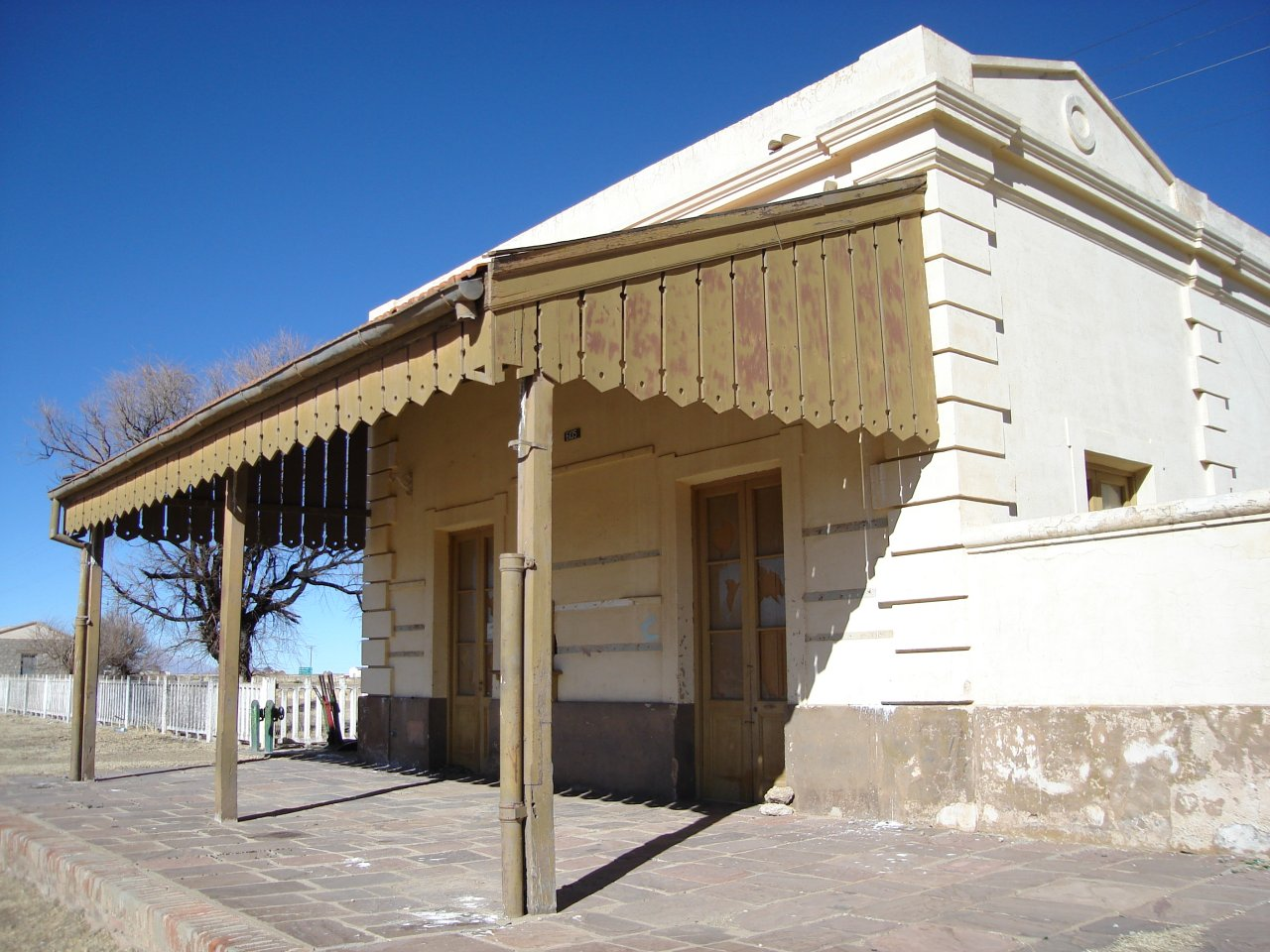
Estação Puesto del Marqués

Puesto del Marqués é uma localidade no departamento Cochinoca, na província de Jujuy, Argentina. Se encontra sobre a Rota Nacional 9 ao norte de Abra Pampa.

## População
Contava com 299 habitantes (INDEC, 2001), o que representa um incremento de 51,7% se comparados aos 197 habitantes (INDEC, 1991) do censo anterior.

## História
Neste povoado se travou, em 14 de abril de 1815, a batalha de Puesto del Marqués, entre uma força da cavalaria do Exército do Norte a mando de Francisco Fernández de la Cruz e Martín Miguel de Güemes, e uma vanguarda de forças leais ao rei espanhol. A ação concluiu com uma completa vitória patriota, sofrendo aproximando 100 mortes.